# 이모진 코카
이머진 코카(Imogene Coca, 영어 발음: /ˈɪmədʒiːn/, 1908년 11월 18일 ~ 2001년 6월 2일)는 미국의 배우이다.

## 출연 작품

### 텔레비전
- 아내는 요술쟁이 (1971)
- 제6지대 (1971)
- 더 브래디 번치 (1972)
- 애즈 더 월드 턴즈 (1983)
- 원 라이프 투 리브 (1983-84)
- 블루문 특급 (1988)
- 코믹 릴리프 4 (1994)

### 영화
- 휴가 대소동 (1983)